# Университет Линкольна (Пенсильвания)
Университет Линкольна (англ. Lincoln University, LU) — общественный исторически чёрный университет, расположенный недалеко от Оксфорда (штат Пенсильвания, США). Финансируется из бюджета штата. Основанный как частный институт Ашмуна в 1854 году, с 1972 года он является государственным учебным заведением и первым в США учебным заведением для чернокожих, который выдавал дипломы о высшем образовании. Его главный кампус расположен на 422 акрах земли недалеко от города Оксфорд в южной части округа Честер, штат Пенсильвания. Университет имеет второй кампус в Юниверсити (город Филадельфия). По состоянию на конец 2020 года в университете Линкольна обучались 2077 студентов по программам бакалавриата и магистратуры. Университет является членом Фонда колледжей имени Тэргуда Маршалла.
Хотя большинство его студентов — афроамериканцы, университет уже давно принимает студентов других рас и национальностей. Женщины получают учёные степени с 1953 года, а в 2019 году они составили 66 % студентов бакалавриата.

## История
В 1854 году преподобный Джон Миллер Дики, пресвитерианский священник, и его жена, Сара Эмлен Крессон, квакер, основали в Хинсонвилле институт Ашмуна, позже названный университетом Линкольна. Они назвали его в честь Иегуди Ашмуна, религиозного лидера и социального реформатора. Они основали школу для обучения афроамериканцев, у которых было мало возможностей для получения высшего образования.
Джон Миллер Дики был первым президентом колледжа. Он поощрял некоторых из своих первых студентов: Джеймса Ралстона Амоса (1826—1864), его брата Томаса Генри Амоса (1825—1869) и Армистеда Хатчинсона Миллера (1829/30—1865), поддержать идею создания Либерии как колонии для афроамериканцев (это был проект Американского колонизационного общества). Каждый из этих мужчин стал рукоположенным священником.
В 1866 году, через год после убийства президента Авраама Линкольна, институт Ашмуна был переименован в университет Линкольна. Колледж привлекал талантливых студентов из многих штатов, особенно в течение долгих десятилетий юридической сегрегации на Юге. Как видно из списка выдающихся выпускников (ссылка ниже), многие из них продолжили свою карьеру в таких областях, как наука, государственная служба и искусство.
В июне 1921 года, через несколько дней после расовых беспорядков в Талсе, президент Уоррен Хардинг посетил Линкольн, чтобы произнести речь на выпускном вечере. Он говорил о необходимости поиска исцеления и гармонии после этого инцидента, а также чествовал выпускников Линкольна, которые были частью 367 000 афроамериканских военнослужащих, участвовавших в Первой мировой войне. Университетская газета отметила визит Хардинга как «высшую точку в истории учебного заведения».
В 1945 году доктор Хорас Манн Бонд, выпускник Линкольна, был избран первым афроамериканским президентом университета. В течение своего 12-летнего пребывания на этом посту он продолжал заниматься исследованиями в области социальных наук и помог поддержать важное дело о гражданских правах «Браун против Совета по образованию», решение по которому в 1954 году принял Верховный суд США. Отношения Бонда с коллекционером Альбертом Барнсом позволили передать университету роль управлении его коллекцией произведений искусства.
В 1946 году Альберт Эйнштейн выступил с лекцией для студентов университета Линкольна. Там же он произнёс речь, в которой назвал расизм «болезнью белых людей» и добавил: «Я не намерен молчать об этом».
С 1854 по 1954 годы выпускники университета Линкольна составляли 20 % афроамериканских врачей и более 10 % афроамериканских юристов в США.
Университет отметил свое 100-летие, внеся изменения в устав в 1953 году, чтобы разрешить присуждение учёных степеней женщинам.
В 1972 году Университет Линкольна официально присоединился к Содружеству штата Пенсильвания в качестве учебного заведения, связанного со штатом.
В ноябре 2014 года президент университета Роберт Дженнингс подал в отставку под давлением преподавателей, студентов и выпускников после комментариев, касающихся вопросов сексуального насилия. В октябре 2014 года Дженнингс также стал объектом нескольких вотумов недоверия со стороны преподавателей и ассоциации выпускников.
11 мая 2017 года попечительский совет университета Линкольна объявил о назначении президентом доктора Бренды Аллен, проректора и вице-канцлера по академическим вопросам государственного университета Уинстон-Салем. Бренда Аллен — выпускница университета Линкольна 1981 года. Инаугурация Аллен состоялась 20 октября 2017 года.
В 2020 году Маккензи Скотт пожертвовала 20 миллионов долларов университету Линкольна. Её пожертвование стало крупнейшим единовременным подарком в истории Линкольна.

## Академические науки
По данным U.S. News & World Report, университет Линкольна занимает 24 место в рейтинге исторически чёрных университетов HBCU за 2021 год. В 2021 году в отчете US News & World Best Colleges Report университет Линкольна занял 131—171 место среди региональных университетов Севера.
Международная программа и программа обучения за рубежом университета Линкольна предусматривала участие студентов в проектах по изучению сервиса в странах Эквадора, Аргентины, Испании, Ирландии, Коста-Рики, Японии, Франции, Камбоджи, Замбии, Либерии, Ганы, Кении, России, Австралии, Таиланда, Чехии, Мексики и Южной Африки.
Программа визуальных искусств Линкольн-Барнс — это сотрудничество между университетом Линкольна и Фондом Барнса. В рамках этой программы была создана программа визуальных искусств, которая ведёт к получению степени бакалавра изящных искусств. Недавно к списку специальностей бакалавриата, имеющихся в университете, была добавлена специальность «Панафриканские исследования».
Университет Линкольна предлагает 38 специальности и 23 специализации для бакалавров.

## Кампус
Дорогой Линкольн, дорогой Линкольн,

Тебе мы всегда будем верны.

Золотые часы мы провели под

Под старыми дорогими оранжевыми и синими цветами,

Будут вечно жить в памяти,

Как путеводные звезды по жизни;

Для тебя, наша Альма Матер дорогая,

Мы поднимемся в нашем могуществе.

Ради тебя, наша Альма-матер дорогая,

Мы поднимемся в нашем могуществе.

Ибо мы любим каждый дюйм твоей священной земли,

Каждое дерево в твоем кампусе зелёное;

И ради тебя, с нашей силой

Мы будем вечно трудиться

Чтобы ты был могущественней всех.

Мы поднимем твой штандарт до небес,

Средь славы и чести, чтоб летел.

И неизменно и верно

Мы будем жить для тебя заново,

Наши дорогие старые оранжевые и синие.

Слава! Да здравствует! Линкольн.
Dear Lincoln, Dear Lincoln,

To thee we'll e'er be true.

The golden hours we spent beneath

The dear old Orange and Blue,

Will live for e'er in memory,

As guiding stars through life;

For thee, our Alma Mater dear,

We will rise in our might.

For thee, our Alma Mater dear,

We will rise in our might.

For we love ev'ry inch of thy sacred soil,

Ev'ry tree on thy campus green;

And for thee with our might

We will ever toil

That thou mightiest be supreme.

We'll raise thy standard to the sky,

Midst glory and honor to fly.

And constant and true

We will live for thee anew,

Our dear old Orange and Blue.

Hail! Hail! Lincoln.

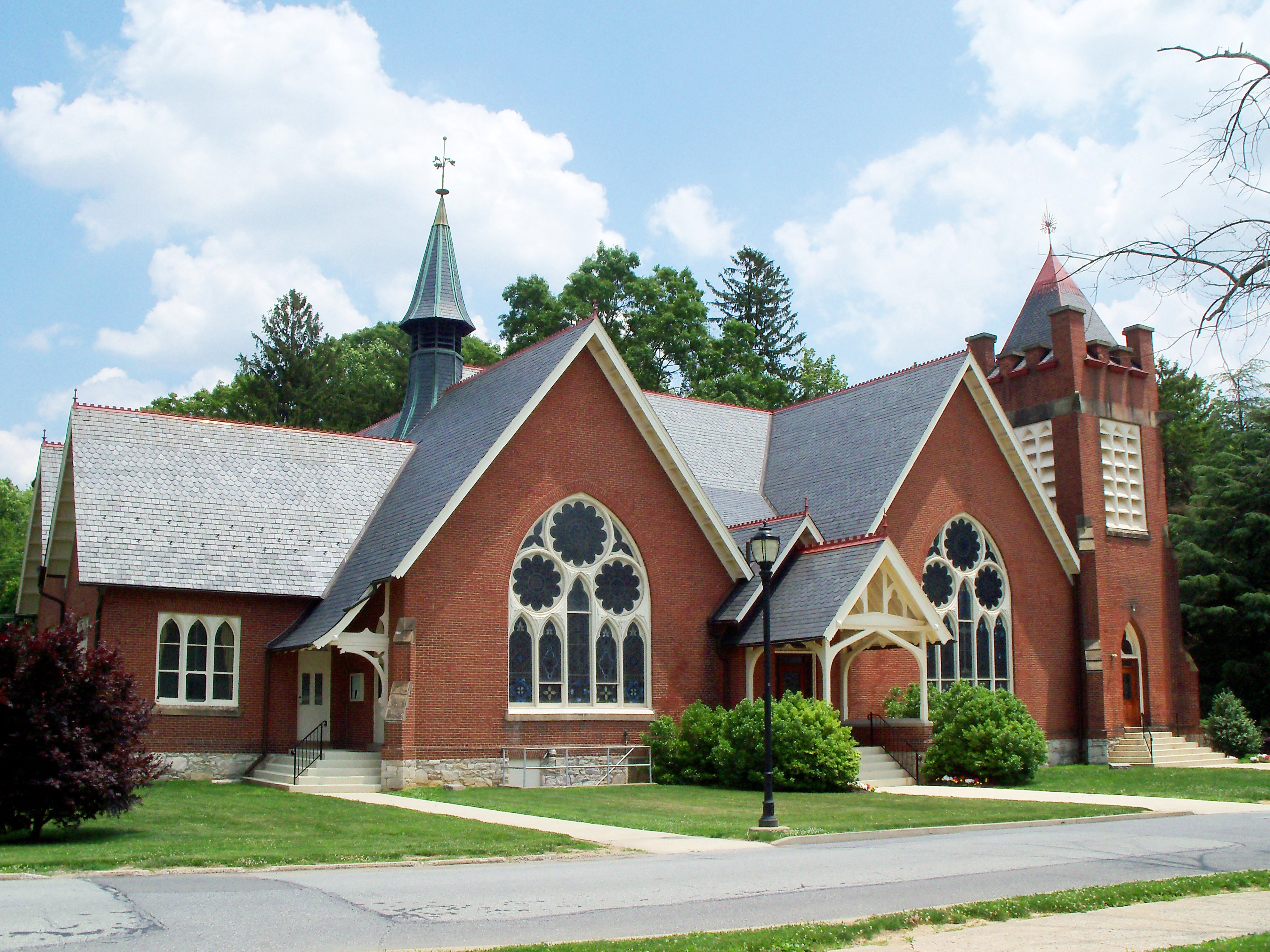
Мемориальная часовня Брауна

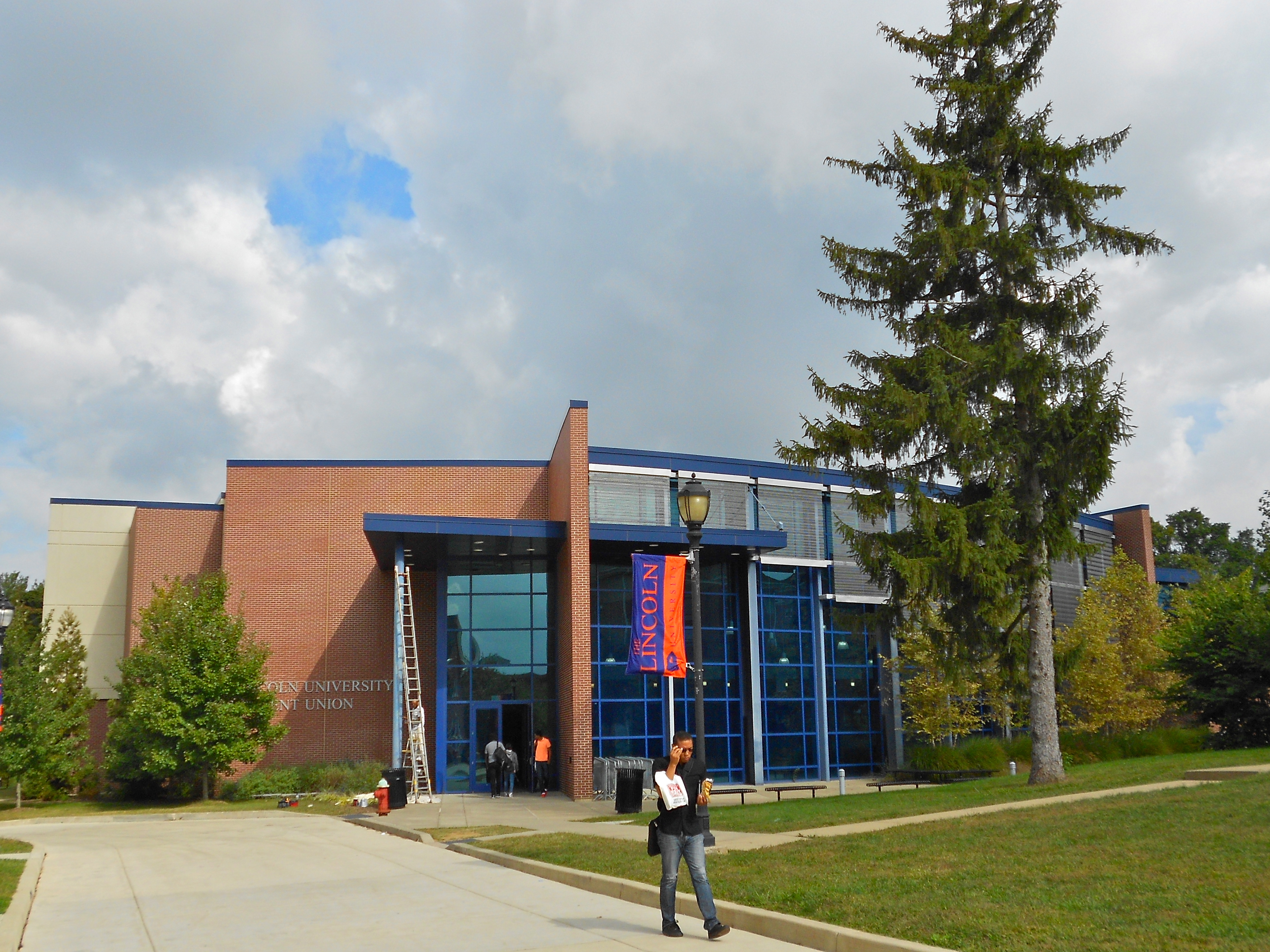
Здание студенческого союза (SUB)

Главный кампус университета Линкольна занимает площадь 422 акра (1,71 км2) с 56 зданиями общей площадью более одного миллиона квадратных футов. Здесь есть пятнадцать общежитий, в которых проживают более 1600 студентов. Общежития варьируются от небольших зданий, таких как Alumni Hall, построенный в 1870 году, и Amos Hall, построенный в 1902 году, до новых совместных апартаментов на 400 мест, построенных в 2005 году. Существуют дополнительные варианты жилья за пределами кампуса, например, Thorn Flats в Ньюарке (штат Делавэр).
Строительство четырёхэтажного здания научного центра имени Айвори Нельсона площадью 150 000 кв. футов (14 000 м2) и высокотехнологичного здания общего класса стоимостью 40,5 млн долларов было завершено в декабре 2008 года. Международный культурный центр площадью 60 000 кв. футов (5600 м2) стоимостью 26,1 млн долларов США начал строиться 10 апреля 2008 года и был завершен в 2010 году.
Центр здоровья, стоимостью 28 миллионов долларов — это объект площадью 105 000 квадратных футов (9800 м2), который был открыт в сентябре 2012 года. В нём расположены баскетбольные площадки, раздевалки, учебные классы, трек, скалодром, медицинская клиника и кафе здорового питания.
Футбольный стадион на территории кампуса с арендованными трибунами, отдельной раздевалкой и складскими помещениями открылся в августе 2012 года. Отдельное тренировочное поле с газоном Field Turf II находится рядом с Центром здоровья, там же расположены новые освещённые теннисные корты. Бейсбольные и софтбольные поля прилегают к футбольному стадиону.
Одной из самых заметных достопримечательностей кампуса является Мемориальная арка выпускников, расположенная у входа в университет. Арка была открыта президентом Уорреном Хардингом в 1921 году в честь мужчин университета Линкольна, служивших в Первой мировой войне.
Мемориальная часовня Мэри Дод Браун является центром религиозной жизни кампуса. Это готическое сооружение было построено в 1890 году и содержит главный зрительный зал на 300 мест и зал для проведения мероприятий на 200 мест.
Мемориальный зал Вейл, построенный в 1899 году и расширенный в 1954 году, служил библиотекой до 1972 года. В нём располагаются административные помещения.
Мемориальная библиотека Лэнгстона Хьюза (LHML): Мемориальная библиотека Вейла служила первым зданием библиотеки на кампусе Университета Линкольна. Её фонды превысили возможности здания после того, как известный выпускник 1929 года и знаменитый поэт Джеймс Мерсер Лэнгстон Хьюз завещал содержимое своей личной библиотеки университету после своей смерти в 1967 году. В 1970 году началось строительство более просторного здания. Новая Мемориальная библиотека Лэнгстона Хьюза (LHML) открылась в 1972 году. Она получила грант в размере 1 миллиона долларов от Фонда Лонгвуда. Полная реконструкция этого здания была завершена в два этапа в 2008 и 2011 годах. В нынешнем здании, состоящем из 4 уровней, помимо основных фондов и специальных коллекций/архивов, располагаются классные комнаты, комнаты для индивидуальных занятий, две просторные компьютерные лаборатории и просторные общие помещения. Недавняя модернизация включает новую мебель, компьютеры, стационарные и мобильные доски, витрины, а также автоматы с закусками и газировкой. Фонды включают более 185 000 томов и содержат обширные материалы, представляющие все аспекты опыта чернокожих, а также базы данных, содержащие более 30 000 наименований журналов, периодических изданий, электронных книг и средств массовой информации. Сегодня это ультрасовременное здание служит центром студенческого общения и активности и является неотъемлемой частью жизни университета Линкольна.
В здании Студенческого союза находятся книжный магазин, кафе, две телевизионные студии и радиостудия, почтовые службы и многоцелевые помещения. Учебный центр Тэргуда Маршалла, а также здание студенческого союза являются центрами общественных мероприятий и встреч на территории университета. Маршалл окончил университет в 1930 году, руководил Фондом правовой защиты NAACP, и был первым афроамериканцем, назначенным судьёй Верховного суда США.
Мануэль Риверо Холл — это спортивно-оздоровительный центр университета Линкольна. Главный спортивный зал вмещает 2500 человек. В нём проводятся спортивных мероприятия и собрания. Отдельный полноразмерный вспомогательный спортивный зал, бассейн олимпийского размера, тренажерный зал, зал для борьбы и боулинг на восемь дорожек также находятся в этом здании.
Территория университета Линкольна является статистически обособленной местностью (CDP). По данным переписи населения 2010 года, население Линкольн-Юниверсити составляло 1726 человек. Университет Линкольна имеет почтовое отделение с ZIP-кодом 19352.

### Филиалы
Lincoln University — University City, шестиэтажное здание в районе Юниверсити-Сити в Филадельфии. Здесь находится филиал университета Линкольна, который предлагает отдельные программы бакалавриата и магистратуры в Школе взрослого и непрерывного образования.

## Студенческая деятельность
Почётные общества
- Альфа Хи — национальное почётное общество стипендиатов;
- Альфа Каппа Дельта — национальное почётное общество социологии;
- Альфа Мю Гамма — национальное почётное общество иностранных языков;
- Бета Бета Бета — национальное почётное общество биологических наук;
- Бета Каппа Хи — почётное научное общество;
- Хи Альфа Эпсилон — национальное почётное общество (Act/T.I.M.E);
- Добро Слово — национальное славянское почётное общество;
- Почётное общество Йота Эта Тау;
- Омикрон Дельта Эпсилон — международное почётное общество в области экономики;
- Фи Йота Сигма — почётное общество иностранных языков;
- Почётное общество Фи Каппа Эпсилон;
- Пи Сигма Альфа — национальное почётное общество политологии;
- Пси Хи — национальное почётное общество психологии;
- Сигма Тау Дельта — почётное общество английского языка;
- Сигма Бета Дельта — почётное общество в области бизнеса;
- Каппа Дельта Пи — орден Тау Зета, международное почётное общество в области образования.

Студенческие организации
В университете Линкольна насчитывается более 60 студенческих организаций, которые являются площадкой для реализации многочисленных интересов студентов, включая моду, искусство, социальную справедливость, религию, международные отношения; культурные, досуговые, медиа- и издательские мероприятия. Полный список активных клубов и организаций можно найти на сайте университета.
Студенческие публикации, радио и телевидение
- Газета — «The Lincolnian»;
- Ежегодник — The Lion;
- Радиостанция кампуса — WWLU;
- Телевизионная станция кампуса — LUC-TV.

Организации Национального панэллинского совета
- Альфа Фи Альфа — орден Ню, 1912;
- Омега Пси Фи — орден Бета, 1914;
- Каппа Альфа Пси — орден Эпсилон, 1915;
- Фи Бета Сигма — орден Мю, 1922;
- Альфа Каппа Альфа — орден Эпсилон Ню, 1969;
- Дельта Сигма Тэта — орден Зета Омега, 1969;
- Зета Фи Бета — орден Дельта Дельта, 1970;
- Сигма Гамма Ро — орден Кси Тэта, 1995;
- Йота Фи Тэта — орден Эпсилон Эпсилон, 2000.

Социальные стипендии и организации по оказанию услуг
- Грув Фи Грув — орден Могущественный лев;
- Свинг Фи Свинг — орден Гендага Бимбиша Табу, 1996.

Музыкальные и оркестровые организации
- Каппа Каппа Пси — национальное почётное оркестровое братство — орден Мю Сигма, 2010;
- Тау Бета Сигма — национальное почётное оркестровое сестринство — орден Йота Пи, 2010;
- Сигма Альфа Йота — международное музыкальное братство — орден Мю Сигма, 2016.

Королевский суд
- Мистер Университет Линкольна
- Мисс Университет Линкольна
- Мистер Наследие
- Мисс Наследие
- Мистер Оранжевый и Синий
- Мисс Оранжевый и Синий

## Спорт
Университет Линкольна участвует в NCAA как учебное заведение Дивизиона II. Линкольн участвует в соревнованиях в качестве члена Дивизиона II Центральной межвузовской атлетической ассоциации и Восточной атлетической конференции колледжей.
Университетские спортивные команды под именем Линкольн Лайонс участвуют в межвузовских соревнованиях по следующим видам спорта: бейсбол, футбол (женщины), баскетбол (мужчины и женщины), волейбол (женщины), лёгкая атлетика (мужчины и женщины), лёгкая атлетика на открытом воздухе (мужчины и женщины), бег по пересечённой местности (мужчины и женщины), софтбол и футбол.

## Фонд Барнса
Будучи президентом Университета Линкольна (1945—1957), доктор Хорас Манн Бонд завязал дружбу с Альбертом Барнсом, филантропом и коллекционером произведений искусства, основавшим Фонд Барнса. Барнс проявил особый интерес к этому учебному заведению и наладил отношения со студентами. Барнс предоставил университету Линкольна привилегию назвать имена четырёх из пяти директоров, первоначально назначенных в качестве членов управляющего совета Фонда Барнса. После смерти Барнса в 1951 году, университет получил право управления коллекцией Фонда Барнса.
Барнс был заинтересован в оказании помощи молодёжи и населению, находящемуся в неблагоприятных условиях. Барнс планировал, что его коллекция произведений искусства стоимостью 25 миллиардов долларов будет использоваться в основном в качестве учебного ресурса. Он ограничил число людей, которые могли её осмотреть, и в течение многих лет даже типы людей, отдавая предпочтение студентам и представителям рабочего класса. Посетители до сих пор должны заранее записываться на приём, чтобы увидеть коллекцию, и только ограниченное число людей допускается в галереи одновременно.
В середине XX-го века местные власти ограничили движение транспорта в районе музея-галереи Барнса, расположенном в жилом квартале по адресу: 300 Норт-Лэтчс-Лейн, Мерион, Пенсильвания. Ограничения Барнса, местные факторы и проблемы управления привели Фонд к банкротству в 1990-х годах. Сторонники начали изучать планы по перемещению коллекции в более публичное место и поддержанию её в соответствии с музейными стандартами. Чтобы собрать деньги на необходимые ремонтные работы в главном здании для защиты коллекции, Фонд отправил некоторые из самых известных импрессионистских и современных картин в турне.
В 2002 году генеральный прокурор штата Пенсильвания Деннис Фишер оспорил завещание Альберта Барнса, утверждая, что расположение коллекции в Мерионе и небольшое количество членов совета директоров ограничивают способность Фонда к финансовому самообеспечению. В 2005 году губернатор Пенсильвании Эдвард Ренделл выступил посредником в мировом соглашении между Фондом Барнса и университетом Линкольна. Результатом этого соглашения стало увеличение количества директоров. Это ослабило влияние университета Линкольна на коллекцию, которая сейчас оценивается примерно в двадцать пять миллиардов долларов. Об этих событиях рассказывается в документальном фильме под названием «Искусство воровства».

## Знаменитые преподаватели и сотрудники
- Джон Обри Дэвис, старший[англ.], профессор политологии (1949—1953);
- Джеймс Фармер[англ.], активист движения за гражданские права;
- Филип Фонер, историк, педагог и активист;
- Чарльз Гамильтон[англ.], политолог, педагог и борец за гражданские права;
- Ирвинг Мондшайн[англ.], тренер по лёгкой атлетике, баскетболу и футболу;
- Даг Овертон[англ.], главный тренер мужской баскетбольной команды (2016—2020)[45], бывший разыгрывающий НБА;
- Фриц Поллард[англ.], футбольный тренер (1918—1920)[46], первый афроамериканский тренер НФЛ[47].

## Знаменитые выпускники
Университет Линкольна имеет множество выдающихся выпускников, среди которых судья Верховного суда США Тэргуд Маршалл; поэт эпохи Гарлемского Возрождения Лэнгстон Хьюз; обладатель медали Почёта и первый афроамериканский редактор Кристиан Флитвуд; борец за гражданские права Фредерик Александер; первый президент Нигерии Ннамди Азикиве; первый президент Ганы Кваме Нкрума; исполнитель песен и активист Гил Скотт-Херон; лауреат премии «Эмми» и номинант премии «Тони», актёр Роско Ли Браун; доктор Роберт Джонсон, тренер по теннису Алтеи Гибсон и Артура Эша; Мелвин Толсон, преподаватель и тренер команды дебатов колледжа Уайли (Маршалл, штат Техас), изображенной в фильме «Большие спорщики»; Джозеф Клинтон, член Палаты представителей Флориды; и доктор Луис Эрнесто Рамос Йордан, член Палаты представителей Пуэрто-Рико.
Среди знаменитых потомков выпускников университета Линкольна: легенда музыкального искусства Кэб Кэллоуэй; музыкант и руководитель хора Холл Джонсон; активист движения за гражданские права Джулиан Бонд; всемирно известный певец, актёр и активист Поль Робсон; адвокат, писатель, епископальный священник и активист Паули Мюррей; адвокат, педагог и писательница Сэди Александер; поэт и драматург Анджелина Гримке; актёр Малкольм-Джамал Уорнер; актриса Лесли Аггамс и актриса Венди Уильямс.
Выпускники университета Линкольна основали следующие шесть колледжей и университетов в США и за рубежом: Университет штата Южная Каролина (Томас Миллер), Колледж Ливингстона (Джозеф Чарльз Прайс), Университет штата Олбани (Джозеф Холли), Университет Аллена (Уильям Джонсон), Техасский южный университет (Рафаэль Ланьер), Государственный колледж Ибибио (Нигерия) (Ибанга Акпабио) и Университет науки и технологии имени Кваме Нкрумы (Гана) (король Осей Туту Агйеман Премпе II).
В Университете Линкольна есть два выпускника, отмеченные памятными марками Почтовой службы США: Тэргуд Маршалл (бакалавр 1930 года) и Лэнгстон Хьюз (бакалавр 1929 года).

### Комментарии
A.^ Основатель и президент попечительского совета института Ашмуна и Университета Линкольна.
B.^ Первый президент из выпускников.